# مثنى الرفاعي
مثنى طالب عبد الرحمن الرفاعي، وزير التربية ووزير التعليم العالي والبحث العلمي الكويتي السابق، وزر في 5 أكتوبر 2022 حين شكلت حكومة أحمد النواف الثانية، واستقال في 6 أكتوبر 2022 وذلك قبل أن تؤدي الحكومة اليمين الدستورية، ليعاد تشكيل الحكومة في 16 أكتوبر 2022 من دونه.